# Двойное векторное произведение
Двойно́е ве́кторное произведе́ние (другие названия: тройное векторное произведение; векторно-векторное произведение) {\displaystyle \left[{\vec {a}},{\vec {b}},{\vec {c}}\right]} векторов {\displaystyle {\vec {a}},{\vec {b}},{\vec {c}}} — векторное произведение вектора {\displaystyle {\vec {a}}} на векторное произведение векторов {\displaystyle {\vec {b}}} и {\displaystyle {\vec {c}}:} 

{\displaystyle \left[{\vec {a}},{\vec {b}},{\vec {c}}\right]=\left[{\vec {a}},\left[{\vec {b}},{\vec {c}}\right]\right].}
В литературе этот тип произведения трёх векторов называется как тройным (по числу векторов, обычно в англоязычных и переводных источниках), так и двойным, или векторно-векторным (по числу операций умножения, обычно в оригинальных русскоязычных источниках).

## Свойства

### Формула Лагранжа[источник?]
Для двойного векторного произведения справедлива формула Лагранжа:
{\displaystyle {\Big [}{\vec {a}},{\big [}{\vec {b}},{\vec {c}}{\big ]}{\Big ]}={\vec {a}}\times {\big (}{\vec {b}}\times {\vec {c}}{\big )}={\vec {b}}{\big (}{\vec {a}}\cdot {\vec {c}}{\big )}-{\vec {c}}{\big (}{\vec {a}}\cdot {\vec {b}}{\big )},}
которую можно запомнить по мнемоническому правилу «бац минус цаб». Обратите внимание на то, что для того чтобы это мнемоническое правило было применимо, в правой части равенства операция умножения числа на вектор записывается нестандартно (число записывается после вектора); строго говоря, в векторном пространстве определяется только операция умножения числа на вектор, а операция умножения вектора на число не определена.
Выберем правый ортонормированный базис {\displaystyle {\vec {e_{1}}},~{\vec {e_{2}}},~{\vec {e_{3}}}} так, чтобы
{\displaystyle {\vec {a}}=\alpha _{1}{\vec {e_{1}}}+\alpha _{2}{\vec {e_{2}}}+\alpha _{3}{\vec {e_{3}}},}
{\displaystyle {\vec {b}}=\beta _{1}{\vec {e_{1}}}+\beta _{2}{\vec {e_{2}}},}
{\displaystyle {\vec {c}}=\gamma _{1}{\vec {e_{1}}}.}
Тогда
{\displaystyle \left[{\vec {b}},{\vec {c}}\right]=\left(0,0,-\beta _{2}\gamma _{1}\right),}
{\displaystyle \left[{\vec {a}},\left[{\vec {b}},{\vec {c}}\right]\right]=\left(-\alpha _{2}\beta _{2}\gamma _{1},\alpha _{1}\beta _{2}\gamma _{1},0\right)}
и
{\displaystyle {\vec {b}}\left({\vec {a}}\cdot {\vec {c}}\right)-{\vec {c}}\left({\vec {a}}\cdot {\vec {b}}\right)=\alpha _{1}\gamma _{1}{\vec {b}}-\left(\alpha _{1}\beta _{1}+\alpha _{2}\beta _{2}\right){\vec {c}}=\left(-\alpha _{2}\beta _{2}\gamma _{1},\alpha _{1}\beta _{2}\gamma _{1},0\right).}
Таким образом,
{\displaystyle \left[{\vec {a}},\left[{\vec {b}},{\vec {c}}\right]\right]={\vec {b}}\left({\vec {a}}\cdot {\vec {c}}\right)-{\vec {c}}\left({\vec {a}}\cdot {\vec {b}}\right).}
Другой вариант доказательства использует разложение векторного произведения по компонентам с помощью тензора Леви-Чивиты {\displaystyle \varepsilon _{ijk}}:
{\displaystyle [{\vec {a}},\;{\vec {b}}]_{i}=\varepsilon _{ijk}a_{j}b_{k}}
(здесь и ниже по повторяющимся индексам производится суммирование, т.е. {\displaystyle \varepsilon _{ijk}a_{j}b_{k}=\sum _{j=1}^{3}\sum _{k=1}^{3}\varepsilon _{ijk}a_{j}b_{k},} см. соглашение Эйнштейна о суммировании). 
{\displaystyle \left[{\vec {a}},\left[{\vec {b}},{\vec {c}}\right]\right]_{i}=\varepsilon _{ijk}a_{j}(\varepsilon _{klm}b_{l}c_{m})=\varepsilon _{ijk}\varepsilon _{klm}a_{j}b_{l}c_{m}=(\delta _{il}\delta _{jm}-\delta _{im}\delta _{jl})a_{j}b_{l}c_{m}.}
Использовано соотношение {\displaystyle \varepsilon _{ijk}\varepsilon _{klm}=\delta _{il}\delta _{jm}-\delta _{im}\delta _{jl},} где {\displaystyle \delta _{ij}} — символ Кронекера. Далее,
{\displaystyle \left[{\vec {a}},\left[{\vec {b}},{\vec {c}}\right]\right]_{i}=\delta _{il}\delta _{jm}a_{j}b_{l}c_{m}-\delta _{im}\delta _{jl}a_{j}b_{l}c_{m}=\delta _{il}a_{m}b_{l}c_{m}-\delta _{im}a_{l}b_{l}c_{m}=a_{m}b_{i}c_{m}-a_{l}b_{l}c_{i}=b_{i}({\vec {a}}\cdot {\vec {c}})-c_{i}({\vec {a}}\cdot {\vec {b}}).}
Здесь использовано свойство дельты Кронекера, позволяющее заменять индекс, по которому идет суммирование с дельтой: {\displaystyle \delta _{ij}a_{j}=a_{i}.} Таким образом,
{\displaystyle \left[{\vec {a}},\left[{\vec {b}},{\vec {c}}\right]\right]_{i}=b_{i}({\vec {a}}\cdot {\vec {c}})-c_{i}({\vec {a}}\cdot {\vec {b}}),}
и, переходя от компонентов ко всему вектору, получаем искомое соотношение.

### Тождество Якоби
Для двойного векторного произведения выполняется тождество Якоби:
{\displaystyle {\big [}{\vec {a}},{\vec {b}},{\vec {c}}{\big ]}+{\big [}{\vec {b}},{\vec {c}},{\vec {a}}{\big ]}+{\big [}{\vec {c}},{\vec {a}},{\vec {b}}{\big ]}={\vec {0}},}
которое доказывается раскрытием скобок по формуле Лагранжа:
{\displaystyle {\vec {0}}={\vec {b}}{\big (}{\vec {a}}\cdot {\vec {c}}{\big )}-{\vec {c}}{\big (}{\vec {a}}\cdot {\vec {b}}{\big )}+{\vec {c}}{\big (}{\vec {b}}\cdot {\vec {a}}{\big )}-{\vec {a}}{\big (}{\vec {b}}\cdot {\vec {c}}{\big )}+{\vec {a}}{\big (}{\vec {c}}\cdot {\vec {b}}{\big )}-{\vec {b}}{\big (}{\vec {c}}\cdot {\vec {a}}{\big )}.}